# Tumulus d'Asthall
Le tumulus d'Asthall est un tertre funéraire anglo-saxon circulaire du VIIe siècle ap. J.-C., situé près du village d'Asthall, dans l'Oxfordshire. Il fut fouillé en 1923-1924 par l'archéologue amateur George S. Bowles. Il est constitué d'un mur périmétral circulaire retenant un remblai de terre rapportée. Il est classé scheduled monument depuis 1934.
Il se distingue par le bon état de conservation de son mur de soutènement en pierres sèches. Sa taille, sa position surplombant la vallée de la Tamise et son mobilier funéraire comportant des objets mérovingiens et byzantins, suggèrent qu'il s'agissait de la sépulture d'un individu de haut-rang, sans qu'il soit possible de l'attribuer à un peuple anglo-saxon spécifique.

## Situation
Le tumulus d'Asthall se situe à un kilomètre et demi au sud du village d'Asthall, juste au nord de la route A40 (en). Les grandes villes les plus proches sont Burford, à quelques kilomètres à l'ouest, et Witney, à quelques kilomètres à l'est. Il se trouve aussi non loin de l'endroit où la voie romaine d'Akeman Street franchit la Windrush, un affluent de la Tamise.
Le tumulus occupe une position prééminente dans le paysage de la région. De son sommet, le regard embrasse la vallée de la Tamise au sud jusqu'aux Berkshire Downs et aux Chilterns.

## Structure

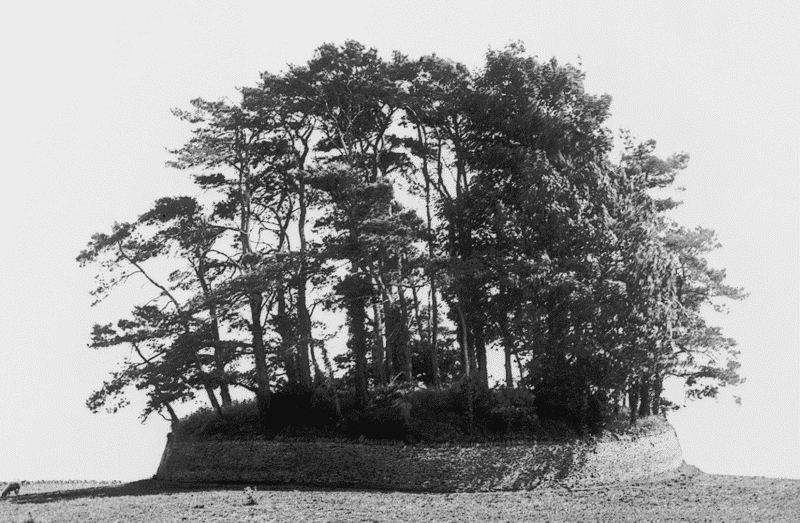
Le tumulus apparaît couvert d'arbres sur cette photo de 1895.

Le tumulus mesure 2,4 m de haut pour un diamètre d'environ 17 m. Un mur de soutènement en pierres sèches d'une hauteur conservée de 1,37 m l'entoure,. L'organisme public Historic England note qu'il est inhabituel qu'un tel mur de soutènement subsiste, en raison des phénomènes d'érosion liés à l'exploitation des sols et en raison des fréquentes spoliations de pierres de construction des monuments anciens.
Le tumulus occupait peut-être à l'origine une plus grande superficie, englobant tout ou partie du mur circulaire pour en faire un mur raidisseur ou un mur de diaphragme plutôt qu'un mur strictement externe. Les fouilles de 1923 permirent de repérer, en coupe, au sud-ouest, une surélévation du terrain d'une dizaine de centimètres vis-à-vis du champ environnant,. La chambre funéraire ne se trouve pas exactement au centre du tumulus actuel, un autre élément qui suggère que ses dimensions originales étaient différentes.
Un grand érable sycomore est planté au sommet du tumulus. C'est le dernier arbre qui subsiste d'une plantation vraisemblablement initiée au cours du XIXe siècle et qui se composait en 1923 de hêtres et de sapins. Les derniers arbres ont été enlevés au cours de travaux de nettoyage effectués à la suite du classement du site comme « Heritage at Risk » en 2009.

## Fouilles archéologiques
Le tertre est fouillé par George S. Bowles en août 1923, puis en 1924. Bowles est le beau-frère du propriétaire des lieux, le baron David Freeman-Mitford,. Il dirige la campagne de 1923, mais les travaux sont effectués en réalité par un certain Tom Arnold et ses cinq assistants. Archéologue amateur, il bénéficie néanmoins de l'aide d'un professionnel en la personne d'Edward Thurlow Leeds (en), qui travaille alors comme conservateur adjoint à l'Ashmolean Museum d'Oxford. Leeds se rend sur place, offre ses conseils à Bowles et publie les principales découvertes résultant des fouilles dans un article de The Antiquaries Journal en avril 1924. Il évoque brièvement la deuxième campagne de fouilles dans sa contribution à la Victoria History of the County of Oxford, parue en 1939.

Vue en coupe (haut) et en plan du tertre, avec le contour d'implantation des secteurs de fouille des années 1923-1924 au centre.

La zone explorée en 1923 se limite à une aire assez réduite dont le but est de trouver, au centre du tumulus, la chambre funéraire. Cette aire est constituée d'un carré initial, implanté au centre, étendue à deux reprises jusqu'à former un polygone à sept côtés dans la moitié sud du tertre. À cette aire de fouille initiale s'ajoute en 1924 une nouvelle extension sous la forme d'une petite tranchée vers l'ouest. Quatre petites tranchées de fouilles supplémentaires sont implantées au sud du tumulus, dans la partie du sol surélevée par rapport au niveau du champ environnant. Bowles estime que le tertre était inviolé jusqu'au moment de la fouille, mais certains indices, comme l'éparpillement aléatoire du mobilier funéraire, pourraient suggérer que ce n'est pas le cas.
Le sol de la chambre funéraire est couvert d'une argile jaunâtre provenant peut-être de la Windrush,. Cette argile est elle-même recouverte d'une couche de charbon et de cendres dont l'épaisseur atteint une quinzaine de centimètres en un point,. Bowles note la présence d'une poutre calcinée au sud de la chambre,. Les restes d'ossements humains calcinés ainsi que la large strate de charbon indiquent que le rituel funéraire employé est la crémation au moyen d'un bucher réalisé in situ.

## Protection

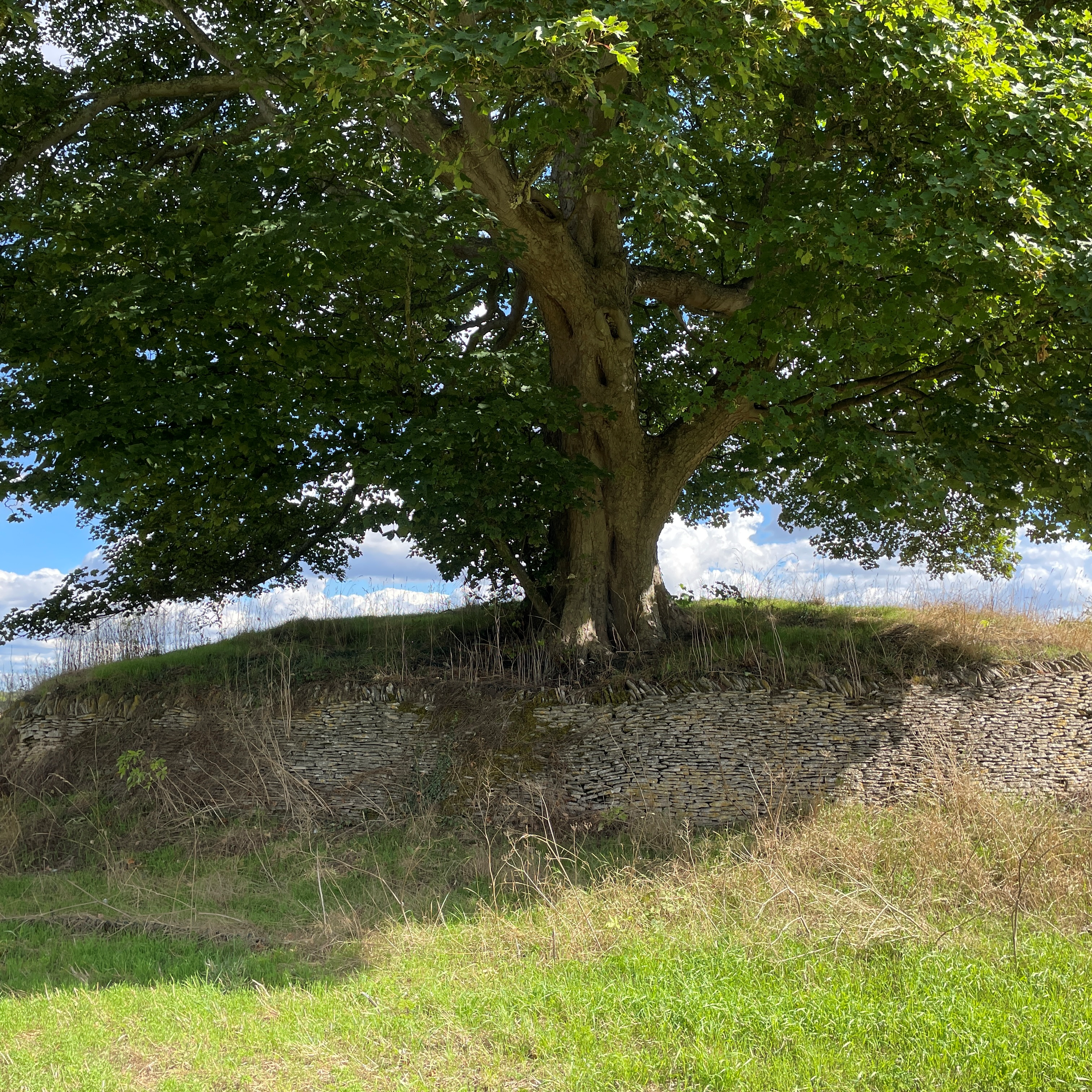
Le tumulus d'Asthall.

Le tumulus d'Asthall est classé scheduled monument le 16 mai 1934. Il figure dans la liste « Heritage at Risk » qui rassemble les sites menacés de 2009 à 2017 en raison de la végétation qui pousse de manière incontrôlée dessus, ainsi que la présence de terriers de lapins, qui dans les deux cas menacent son intégrité structurelle. Il est retiré de la liste en 2018 à la suite de travaux de nettoyage effectués en collaboration entre les propriétaires du terrain et des bénévoles de l'AONB des Cotswolds.

## Mobilier funéraire
Les objets retrouvés dans la tombe sont conservés à l'Ashmolean Museum d'Oxford. Bien qu'ils soient extrêmement fragmentés, ils reflètent le rang social élevé du défunt par leur quantité et leur qualité. Ils comprennent notamment plusieurs récipients, dont un vase d'origine mérovingienne et un bol byzantin, des éléments vestimentaires munis de boucles et de montures en cuivre et en argent, ainsi que des pièces de jeu : un dé en bois de cervidé et des pions en os

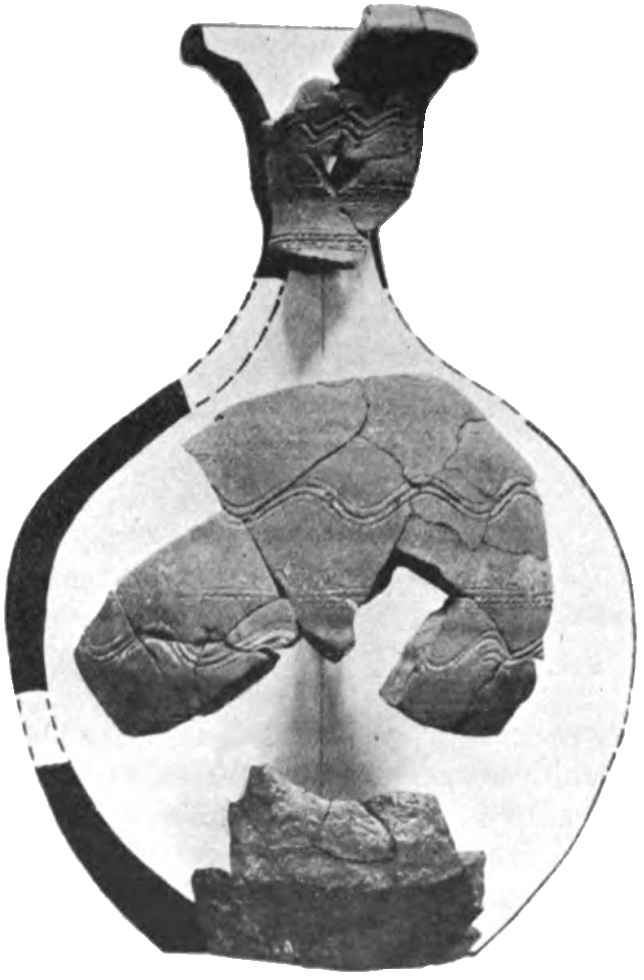
Le vase mérovingien.
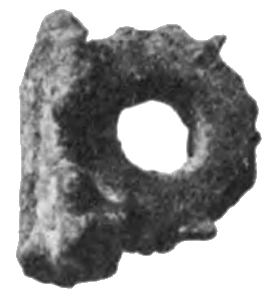
Un fragment de bol byzantin.
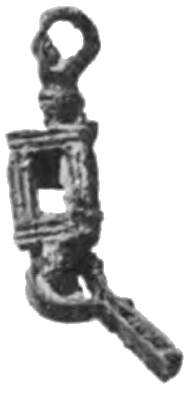
Une sangle en alliage de cuivre.
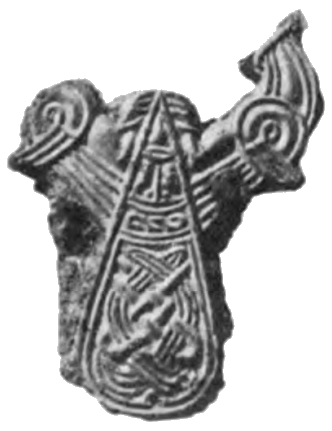
Une monture en alliage de cuivre.